# Kończysta Turnia
Kończysta Turnia – turnia w północno-zachodniej grani Małołączniaka w polskich Tatrach. Wznosi się ponad lasem w północnej części Doliny Miętusiej, w miejscu jej połączenia z Doliną Kościeliską. Od Czerwonego Gronika oddzielona jest przełęczą Spalone Siodło. Ma dwa wierzchołki, nieco wyższy jest zachodni. Wierzchołki połączone są wąską grańką, która na obydwie strony opada ścianami i urwiskami. Na południowy zachód turnia opada ścianą o wysokości około 80 m, najbardziej stroma jest jej górna część. Na północ i zachód opada niższymi, ale bardziej stromymi ściankami. W ściankach łączących ją ze Spalonym Siodłem znajdują się dwie mniejsze turniczki. Cały szczytowy blok Kończystej Turni można jednak łatwo okrążyć około 40 m poniżej jej wierzchołków.
Zbudowana jest z silnie skrystalizowanych szarych i różowoszarych wapieni z domieszkami muszli małżów, igieł jeżowców, szkielecików otwornic. Opisano w niej kilkanaście jaskiń (m.in. Jaskinia Niska, Schron pod Kończystą, Schronik w Kończystej Turni, Dziura Niżnia w Kończystej Turni, Schronisko Wschodnie w Kończystej, Dziura w Kończystej Turni, Dziura w Żlebku, Okap w Kończystej Turni). Znajdują się na niej drogi wspinaczkowe dla taterników, obecnie jednak jest to obszar ochrony ścisłej zamknięty dla turystów i taterników. Turnia była od dawna penetrowana przez poszukiwaczy skarbów, o czym świadczą znaki wyryte na ścianach.
Kończysta Turnia często mylona była z Zawiesistą Turnią, wznoszącą się tuż ponad lasem nad Miętusią Polaną.

## Szlaki turystyczne
najbliżej turni przebiega czarny szlak, tzw. Ścieżka nad Reglami. Czas przejścia z Przysłopu Miętusiego do Doliny Kościeliskiej: 40 min, ↑ 50 min.

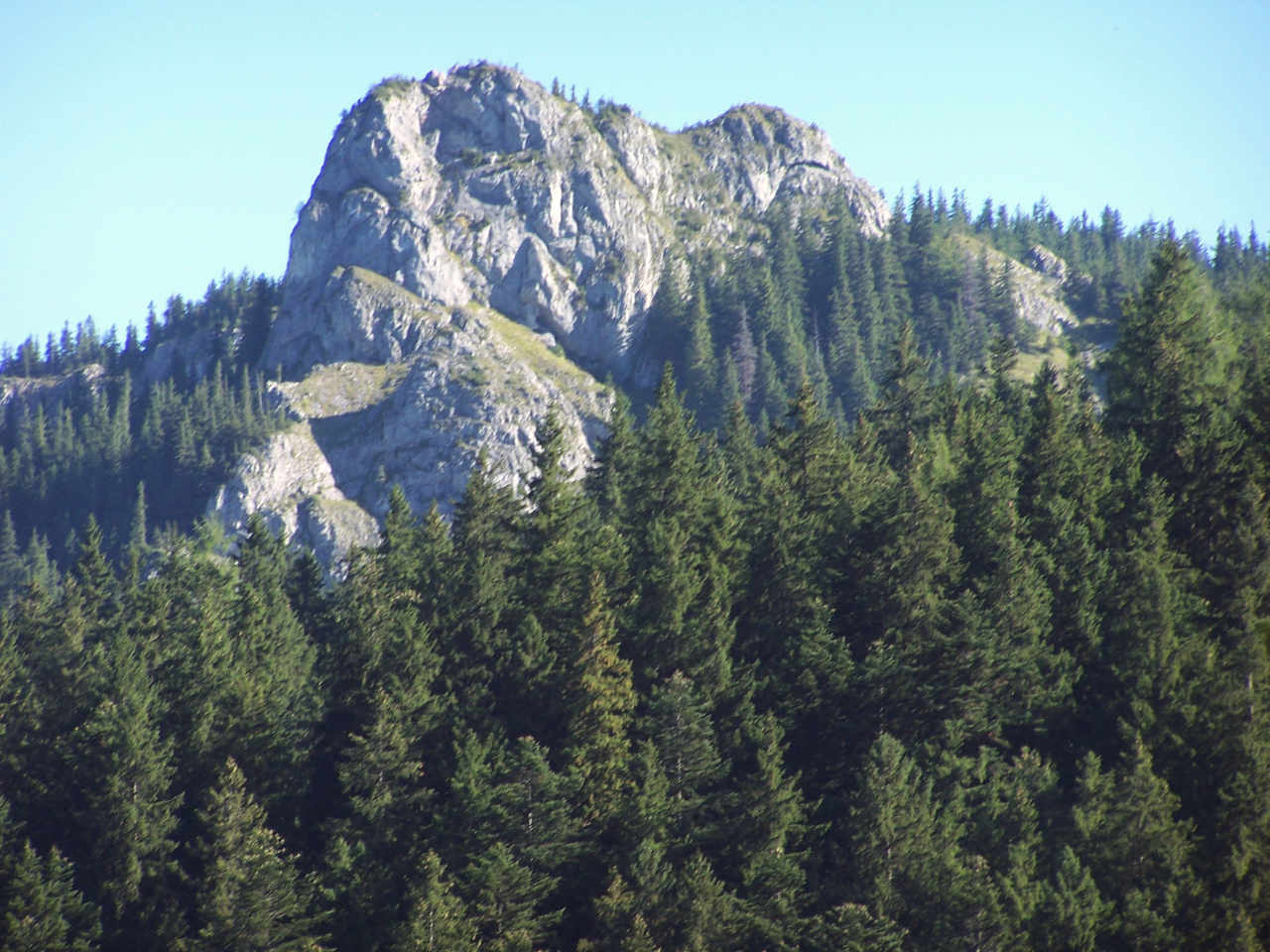
Widok z Doliny Kościeliskiej
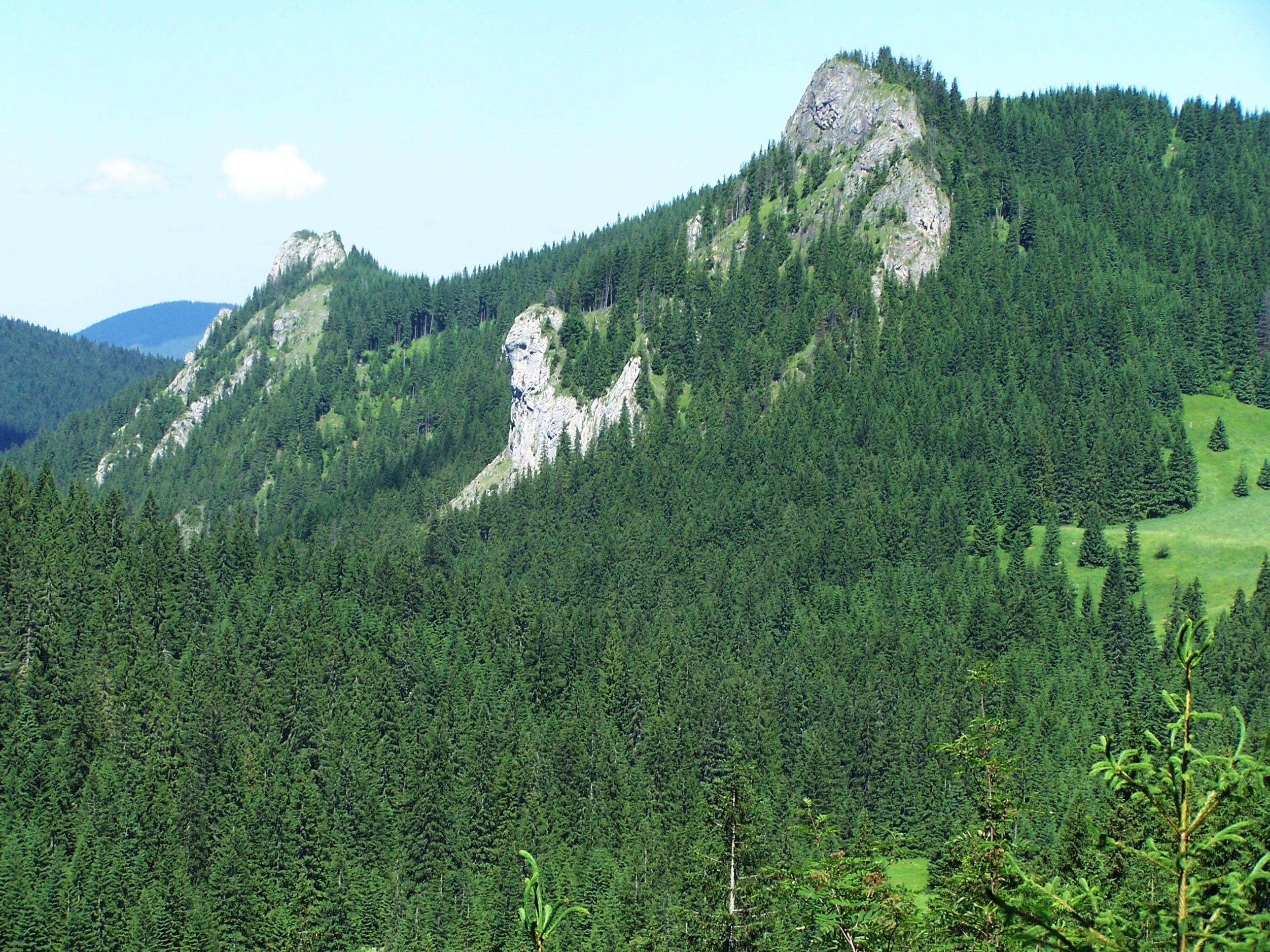
Od lewej: Kończysta Turnia, Niżnia Zawiesista Turnia i Zawiesista Turnia